# Полія ниткова
{{#ifeq:0|0|{{#if:Pohlia filum|{{#if:|[[]}}|[[]]}}}}
Полія ниткова (Pohlia filum) — вид мохів порядку головмохальних (Bryales).

## Поширення
Батьківщиною є Європа, Північна Америка, Азія.
Населяє гравійний, бідний на органіку ґрунт, льодовиковий промив, узбіччя доріг; від низьких до високих висот.

## Характеристика
Рослини від малих до середніх розмірів, від зелених до світло-зелених, глянцеві. Стебла 0.5–4 см. Листки прямовисні, ланцетні, 0.6–1.2 мм; краї від зубчастих до зубчастих у дистальній 1/3. Спеціалізоване нестатеве розмноження зазвичай присутнє в безплідному стані; пазушні геми 1 (або 2), бульбоподібні, від довгастих або еліптичних до підкулястих, від зелених до жовтих, у старості чорні. Вид дводомний. Коробочкові ніжки оранжево-коричневі. Коробочка нахилена під кутом 95–180°, від коричневого до солом'яного забарвлення, грушоподібна. Спори 16–23 мкм, дрібно шорсткі.